# Tracción equina

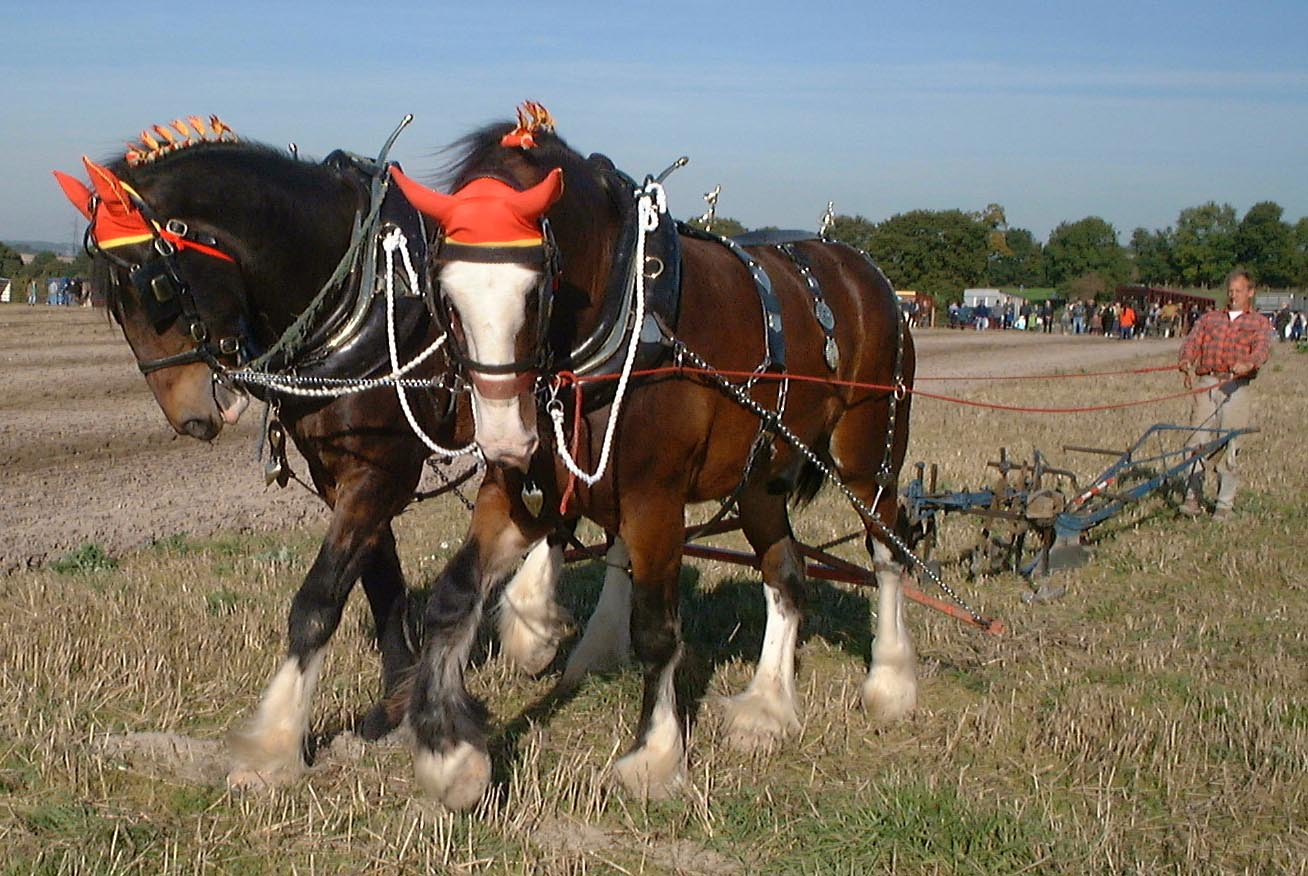
Arado tirado por caballos

La tracción equina o tracción de caballos, a diferencia de la tracción bovina, se desarrolló a partir del segundo milenio, mientras, de hecho, era desconocida en la Antigüedad, asociada a menudo con el desarrollo de la rotación trienal, que permitía reducir los tiempos de barbecho, limitar el impacto del mal tiempo y combinar el trigo con un segundo cultivo como la avena.

## Descripción
Más eficaz que la de los bueyes, la tracción de caballos aumentó el rendimiento agrícola, pese a que ambos animales tienen la misma fuerza de tracción, pudiendo el caballo trabajar dos horas más y avanzar a una velocidad superior a 50 %, o 1,10 m/s en promedio contra 0,73 m/s para los bueyes. En el siglo XIIII, Walter de Henley comparó los costes de los dos animales y encontró que el caballo era caro en avena. Por este motivo, la tracción de caballos se había mantenido poco desarrollada en buena parte de las regiones de Europa. También chocaba con las tradiciones sociales, ya que el uso de los caballos se reservaba al señor, su familia, sus escuderos y sus soldados.
Utilizar la tracción equina significó acelerar considerablemente los caminos de tierra, multiplicar el arado y también darse los medios para pasar la reja, que desde el siglo XI el tapiz de Bayeux muestra arrastrado por un caballo, según estimó el historiador medievalista Georges Duby.[cita requerida]

## Revolución agrícola
Durante la revolución agrícola de los siglos XI, XII y XIII, los arados fueron capaces de aumentar su eficiencia en comparación con la Antigüedad, que había conocido un collar de acoplamiento defectuoso. El antiguo "collar en cruz" imposibilitó los transportes importantes y provocó el uso del trabajo manual, por lo tanto la esclavitud, según el oficial e historiador francés Richard Lefebvre des Noëttes (1856 - 1936), que publicó un trabajo emblemático en 1924 "El poder animal a través de los siglos »(París, Berger-Levrault), desarrollando sus tesis en una serie de artículos publicados en el Mercure de France. Sin embargo, según el historiador Jean Gimpel, en Francia, especialmente en el sureste, se usaron bueyes durante mucho tiempo, probablemente porque es difícil obtener una buena cosecha de avena a los suelos secos y ligeros del sur.
Más tarde, 1701, el agrónomo inglés Jethro Tull, quien inventó la sembradora (que mejoró considerablemente la técnica de siembra tratando tres hiladas a la vez), fue un firme defensor de tracción de caballos. Tull inventó una máquina tirada por caballos que fue objeto de su libro "New Horse Hoeing Husbandry" en 1731.